# Гуанчжоу-Юань

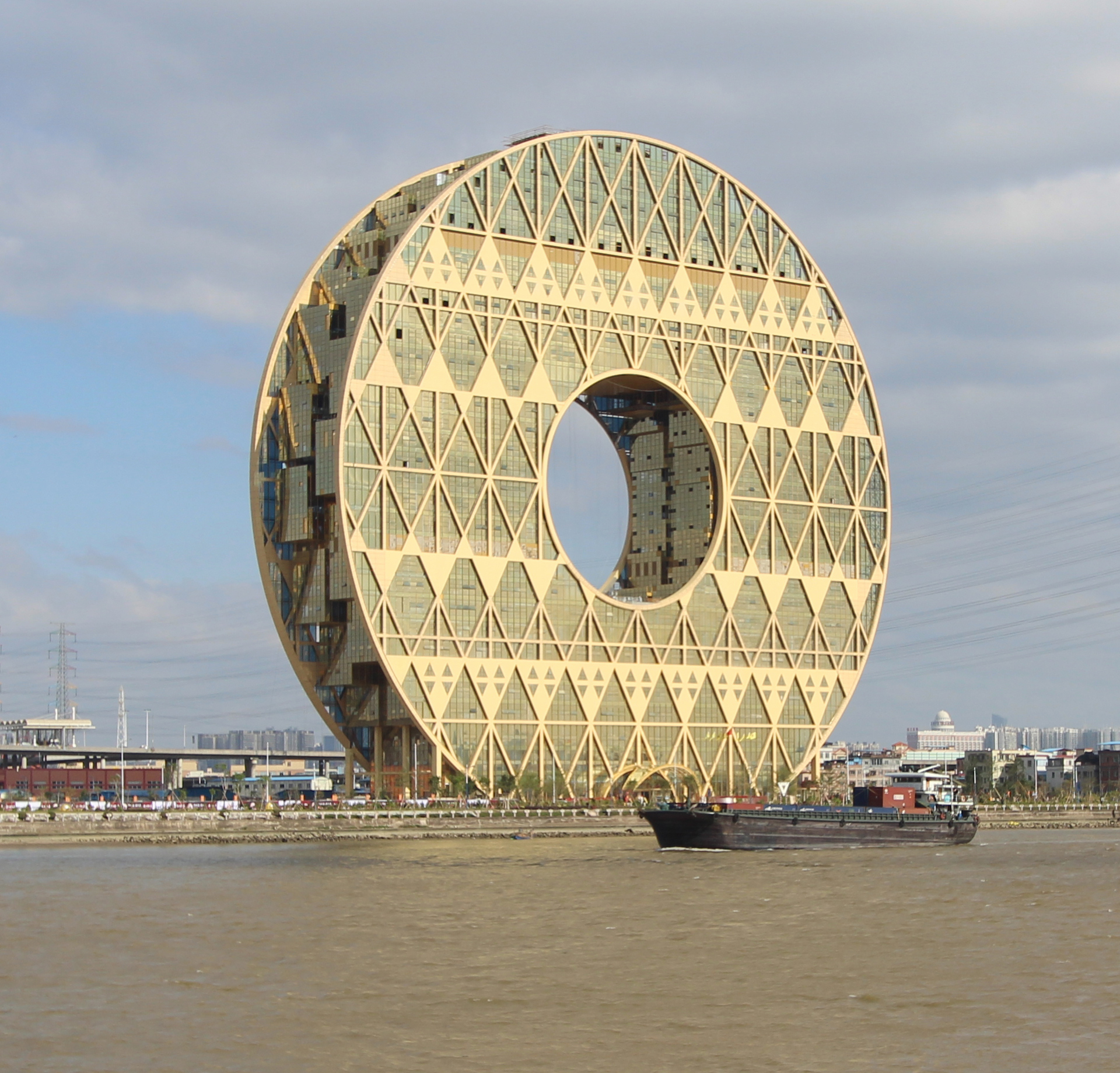

Гуанчжоу-Юань (кит.: 广州圆大厦, «кільце Гуанчжоу») — хмарочос у формі тора у китайському місті Гуанчжоу. Найвища кругла будівля в світі. будована в 2013 році архітектором Джозефом ді Паскуале з архітектурного бюро AM project. У будівлі розташовуються штаб-квартира хімічної корпорації Hongda Xingye Group і Гуандунскої пластмасової біржі, найбільшого в світі центру з продажу сирої пластмаси.

## Опис
Будівля заввишки 138 метрів. У центрі величезного кільця знаходиться отвір діаметром 48 метрів. Містить 33 поверхи, а його загальна площа становить 8500 м². Відображення будівлі в водах річки Чжуцзян утворює друге коло, в результаті чого створюється видимість «подвійного кола» у вигляді цифри 8, яка має в Китаї особливе значення і вважається щасливою.
Головні фасади будівлі виконані зі скла і облицьовані трикутними мідними панелями різного розміру. Бічні фасади мають вигляд двох вертикальних рядів засклених прямокутників, які виступають на різні відстані. Таким чином, кожен поверх має частини, що виступають та потопають.
На перших поверхах будівлі знаходиться торговий центр площею 15 тис. м². Центральні поверхи відведені під офіси, а на верхніх поверхах розмістився семизірковий готель. Серцем будівлі вважається величезний зал пластмасово біржі, що займає 2,2 тис. м² і розташований прямо під «діркою бублика».